# Sammy Lerner
Sammy Lerner född 28 januari 1903 i Săveni, Rumänien, död 13 december 1989, var en amerikansk kompositör och  sångtextförfattare.